# Воропаєво (Желєзногорський район)
Воропаєво (рос. Воропаево) — присілок в Желєзногорському районі Курської області Російської Федерації.
Населення становить 100 осіб. Входить до складу муніципального утворення Кармановська сільрада.

## Історія
Населений пункт розташований на території українського етнічного та культурного краю Східна Слобожанщина.
Від 2004 року входить до складу муніципального утворення Кармановська сільрада.

## Населення
| 1862 | 1877 | 1883 | 1905 | 1979 | 2002 | 2010 |
| ---- | ---- | ---- | ---- | ---- | ---- | ---- |
| 304  | ↗510 | ↘405 | ↘307 | ↘215 | ↘97  | ↗100 |